# Sabino Barinaga
Sabino Barinaga Alberdi (* 15. August 1922 in Durango; † 19. März 1988 in Madrid) war ein spanischer Fußballspieler und -trainer.

## Spielerkarriere
Sabino Barinaga kam in Durango zur Welt, zog jedoch mit seiner Familie während des Spanischen Bürgerkrieges nach England. Als er für das örtliche Schulteam Fußball spielte, wurde er vom FC Southampton entdeckt, woraufhin er eine Spielzeit für deren Reserveauswahl auflief und 62 Tore erzielte.
Nach dem Ende des Bürgerkrieges kehrte er 1939 nach Spanien zurück und lehnte ein Angebot von Athletic Bilbao ab, um stattdessen fortan für Real Madrid zu spielen. Am 28. April 1940 debütierte er am letzten Spieltag der Saison 1939/40 in der Primera División. In der folgenden Spielzeit kam er in immerhin 16 Ligaspielen auf acht Tore. Nachdem er jedoch in der Hinrunde der Saison 1941/42 nur zwei Einsätze bestritten hatte, wechselte Barinaga auf Leihbasis für eineinhalb Jahre zum Zweitligisten Real Valladolid.
Zur Saison 1943/44 kehrte Barinaga in die spanische Hauptstadt zurück und feierte in den folgenden zwei Jahren mit 38 Toren in 48 Ligabegegnungen seinen Durchbruch als treffsicherer Stammspieler. Am 13. Juni 1943 erzielte er im Halbfinalrückspiel der Copa del Generalísimo gleich vier Tore beim 11:1-Erfolg gegen den FC Barcelona. Das Pokalfinale gegen Atlético Bilbao ging im Anschluss jedoch mit 0:1 verloren. Erst im Juni 1946 gewann Barinaga mit Real Madrid schließlich den ersten großen Titel: Diesmal wurde das Finale des spanischen Pokals gegen den FC Valencia mit 3:1 gewonnen, Barinaga selbst hatte bereits nach zwei Minuten zur Führung seiner Mannschaft getroffen. Im Jahr darauf wurde dieser Titel durch einen weiteren Finalerfolg gegen RCD Español erfolgreich verteidigt. Im gleichen Jahr gewann Barinaga mit Real Madrid zudem die Copa Eva Duarte. Am 14. Dezember 1947 erzielte er das erste Tor im neu eröffneten Nuevo Estadio Chamartín, das 1955 in Estadio Santiago Bernabéu umbenannt wurde.
Nach der Saison 1949/50, in der er hauptsächlich als Innenverteidiger zum Einsatz gekommen war, wechselte Barinaga zurück in seine Heimatregion zum Erstligakonkurrenten Real Sociedad, mit dem er 1951 nochmals im Pokalendspiel stand. Im Oktober 1953 wurde der Vertrag mit dem Klub aus dem Baskenland auf seinen Wunsch hin aufgelöst, woraufhin er seine Karriere ein Jahr später bei Betis Sevilla beendete.

## Trainerkarriere
Nach dem Karriereende als Spieler übernahm Barinaga bei Betis Sevilla umgehend das Traineramt. Zur Saison 1957/58 wechselte er auf die Trainerbank des Erstligisten CA Osasuna, mit dem er in den folgenden zwei Jahren den fünften bzw. achten Tabellenrang erreichte. Am elften Spieltag der Saison 1959/60 kehrte er bis zum Saisonende zu Betis Sevilla zurück und wurde mit dem Klub aus Andalusien Tabellensechster. Die Saison 1960/61 begann Barinaga als Übungsleiter des Vereins Real Oviedo, bei dem er jedoch nach 24 Spieltagen vorzeitig entlassen wurde. 1961/62 betreute er den Zweitligisten CD Málaga, mit der er am Saisonende in die Primera División aufstieg. In der Saison 1962/63 wurde er jedoch erneut nach 21 Spieltagen vorzeitig beurlaubt und der Verein stieg wieder in die Segunda División ab. 1963/64 wurde er 15 Spieltage vor Saisonende vom Hauptstadtklub Atlético Madrid unter Vertrag genommen, mit dem er das Pokalfinale erreichte und sich am Saisonende für den Messepokal 1964/65 qualifizierte. Trotzdem verließ er die Madrilenen am Ende der Spielzeit.
Nach einem Jahr Pause heuerte Barinaga zur Saison 1965/66 beim FC Valencia an, mit dem er am Messepokal teilnahm und sich erneut für diesen qualifizierte. Beim FC Sevilla wurde Barinaga 1966/67 am vorletzten Spieltag entlassen, als sich der Verein in akuter Abstiegsgefahr befand. Am 17. Spieltag der Saison 1967/68 wurde er einmal mehr von Betis Sevilla verpflichtet, konnte den Verein jedoch nicht mehr vor dem Abstieg in die Zweitklassigkeit bewahren. Nach neun Spieltagen der darauffolgenden Zweitligasaison und nur drei Siegen musste er abermals seinen Posten räumen.
Nachdem er einige Monate in Mexiko den Club América trainiert hatte, wurde Barinaga 1968 Trainer der Nationalmannschaft Nigerias und nach einem fünfmonatigen Engagement bei RCD Mallorca, mit dem er am Ende der 1969/70 erneut in die Segunda División abstieg, Nationaltrainer von Marokko. Als solcher nahm er 1972 am olympischen Fußballturnier teil, bei dem Marokko als Gruppenzweiter hinter Deutschland die Zwischenrunde erreichte und in dieser nach drei Niederlagen ausschied. In der Saison 1972/73 wurde er vor dem 17. Spieltag von Real Oviedo verpflichtet, mit dem er zunächst die Klasse hielt, im folgenden Jahr jedoch abstieg. Zur Spielzeit 1974/75 übernahm Barinaga den Zweitligisten FC Cádiz, den er nach nur einem Sieg in den ersten fünf Spielen zu Beginn der Saison 1975/76 wieder verlassen musste. Im März 1978 trat Barinaga schließlich seine letzte Trainerstelle an: Er sollte den Zweitligisten Real Oviedo zehn Spieltage vor Saisonende vor dem Abstieg in die Drittklassigkeit bewahren. Nach drei Siegen, vier Unentschieden und drei Niederlagen schlug dieses Vorhaben jedoch letztlich aufgrund des schlechteren Torverhältnisses fehl.

## Erfolge
Als Spieler
- Spanischer Pokalsieger: 1946, 1947
- Copa Eva Duarte: 1947

 Als Trainer
- Aufstieg in die Primera División: 1961/62